# شویرینگ
شویرینگ (به آلمانی: Scheuring) یک شهر در آلمان است که در بایرن واقع شده‌است.

## خصوصیات
شویرینگ ۲۱٫۳۵ کیلومترمربع مساحت دارد ۵۶۴ متر بالاتر از سطح دریا واقع شده‌است.